# Hautier

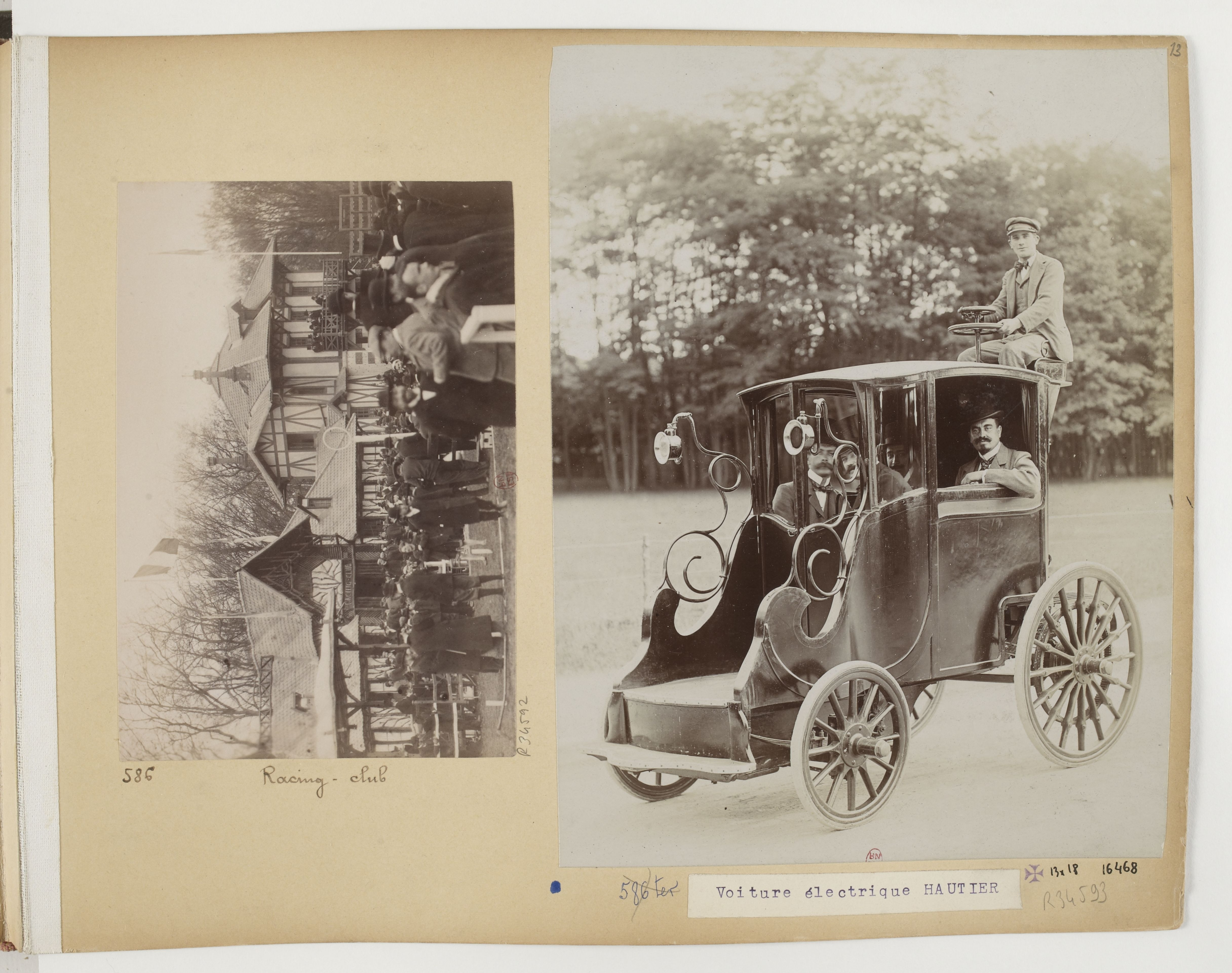
Elektrowagen von Hautier

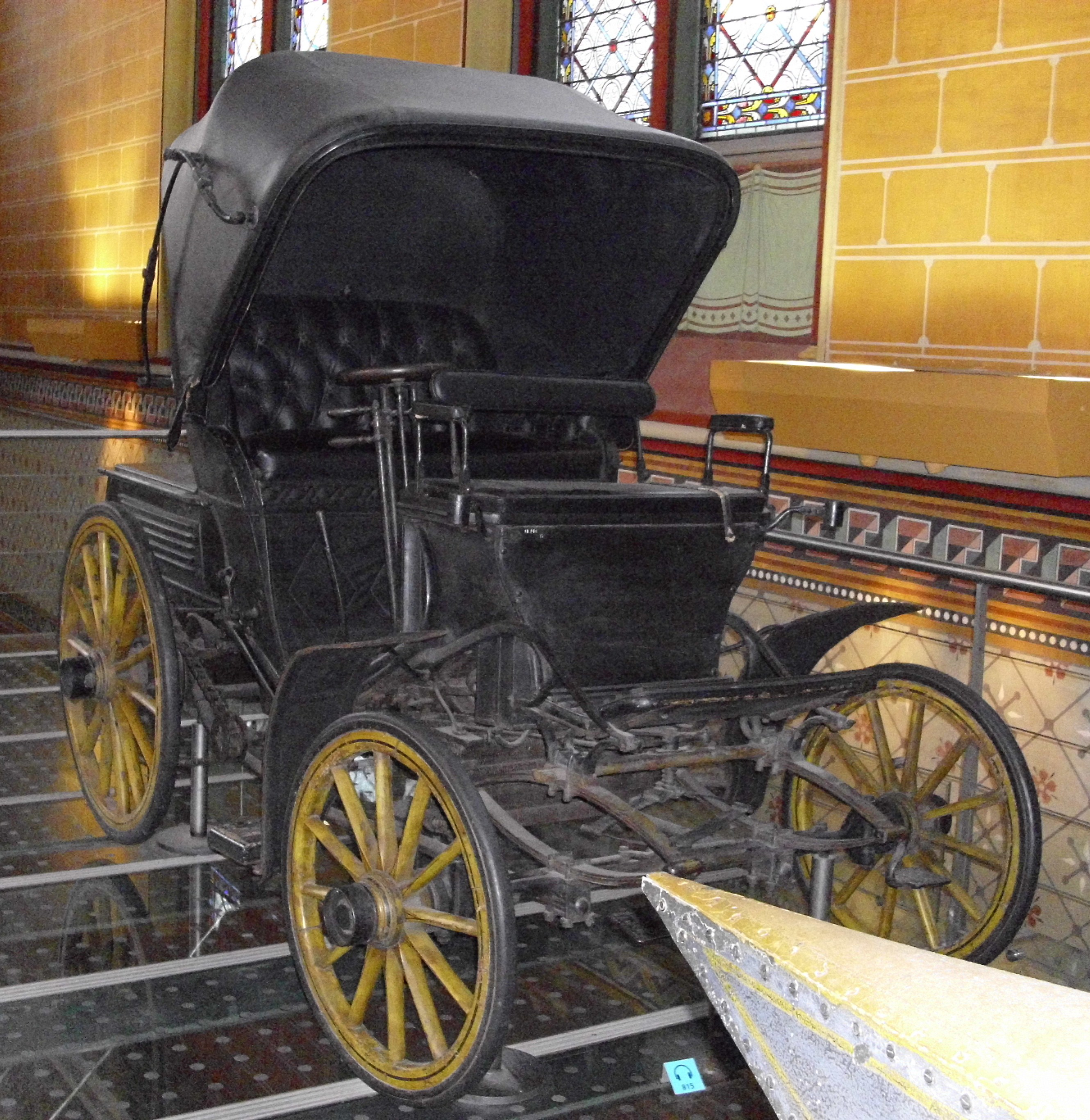
Hautier im Musée des arts et métiers in Paris

Die Société Hautier war ein französischer Hersteller von Automobilen.

## Unternehmensgeschichte
Das Unternehmen aus Paris begann 1899 mit der Produktion von Automobilen. 1900 stellte das Unternehmen Fahrzeuge auf dem Pariser Automobilsalon aus. 1905 endete die Produktion.

## Fahrzeuge
Das erste Modell war ein Elektroauto. Bereits 1900 stand dieses Modell nicht mehr im Angebot.
1900 folgte das erste Modell mit einem Benzinmotor. Für den Antrieb sorgte ein Einzylinder-Einbaumotor von Soncin. 1902 bestand das Angebot aus einem Einzylindermodell einem Zweizylindermodell und einem Vierzylindermodell. Besonderheit waren die gleichen Zylindermaßen der Motoren. Daraus ergaben sich 903 cm³, 1806 cm³ und 3612 cm³ Hubraum. Die Bohrung betrug 100 mm und der Hub 115 mm. Zur Wahl stand Kardanantrieb und Kettenantrieb.
Ein Fahrzeug dieser Marke ist im Musée des arts et métiers in Paris zu besichtigen.